# Hulpkas voor Werkloosheidsuitkeringen
De Hulpkas voor werkloosheidsuitkeringen (afgekort HVW) is een Belgische Openbare Instelling voor Sociale Zekerheid (OISZ) die instaat voor de uitbetaling van werkloosheidsuitkeringen (en enkele aanverwante uitkeringen) aan werklozen die verkiezen om hun uitkering niet via een vakbond te krijgen. De diensten van de HVW zijn gratis.
Beslissingen over de toekenning en de omvang van de uitkering gebeuren echter niet door de HVW, maar de RVA. De HVW fungeert slechts als uitbetalingsinstelling.
De HVW werd opgericht in 1952, na de nationalisering van de werkloosheidsverzekering en als aanvulling op de bestaande uitbetalingsinstellingen van de vakbonden. Het ressorteert onder de Federale Overheidsdienst Werkgelegenheid, Arbeid en Sociaal Overleg. Naast een hoofdbestuur, gevestigd in Brussel, bestaat de HVW uit 35 uitkeringsbureaus, verspreid over het Belgisch grondgebied: 20 in Vlaanderen, 13 in Wallonië, 1 in Brussel en 1 in het ambtsgebied van de Duitstalige Gemeenschap (Eupen).